# Ceraclea superba
Ceraclea superba är en nattsländeart som först beskrevs av Tsuda 1942.  Ceraclea superba ingår i släktet Ceraclea och familjen långhornssländor. Inga underarter finns listade i Catalogue of Life.